# 狮洞水库
狮洞水库是中国广西壮族自治区贺州市平桂区沙田镇境内的一座水库，位于贺江支流马峰河上，建于1963年。水库正常库容为1263万立方米，平均水深为17.00米，集雨面积为46平方千米，海拔为195米。